# ファティール
ファティール(Fatayer、アラビア語) は、アラブのミートパイである。肉の代わりにホウレンソウやフェタチーズを具材として用いることもある。アラビア料理の1つで、イラク、シリア、パレスチナ、エジプト、レバノン、ヨルダン、トルコやその他のアラブの国で食べられている。